# Rettendon
Rettendon – wieś w Anglii, w hrabstwie Essex, w dystrykcie Chelmsford. Leży 11 km na południowy wschód od miasta Chelmsford i 50 km na wschód od Londynu.